# Голубопятнистый снэппер
Голубопятнистый снэппер (лат. Pristipomoides auricilla) — вид лучепёрых рыб семейства луциановых (Lutjanidae). Распространены в Индо-Тихоокеанской области. Максимальная длина тела 45 см.

## Описание
Тело удлинённое, несколько сжато с боков, относительно низкое; высота тела на уровне начала спинного плавника укладывается 3,1—3,6 раз в стандартную длину тела. Верхний профиль рыла и затылка немного выпуклый. Рыло короткое (меньше диаметра глаза) и тупое. Рот конечный. Окончание верхней челюсти доходит до вертикали, проходящей через начало глаза. На обеих челюстях зубы в передней части увеличенные, конической формы; а внутренние зубы ворсинчатые. В передней части верхней челюсти несколько клыковидных зубов. Есть зубы на сошнике и нёбе. На сошнике зубы расположены в виде пятна треугольной формы. Язык без зубов. Межглазничное пространство плоское. На первой жаберной дуге 27—32 жаберных тычинок, из них на верхней части 8—11, а на нижней 17—21. Один спинной плавник с 10 жёсткими и 11 мягкими лучами. В анальном плавнике 3 жёстких и 8 мягких лучей. Жёсткая и мягкая части плавника не разделены выемкой. Последний мягкий луч спинного и анального плавников удлинённый, заметно длиннее остальных лучей. На верхней челюсти, мембранах спинного и анального плавников нет чешуи. Есть чешуя на жаберной крышке. Грудные плавники длинные с 15—16 мягкими лучами, их окончания доходят до анального отверстия. Хвостовой плавник серпообразный. В боковой линии от 67 до 74 чешуек. Ряды чешуи на спине идут параллельно боковой линии.
Наблюдается половой диморфизм у крупных особей. У самцов длиной более 27 см на нижней лопасти хвостового плавника образуется большое отчётливое жёлтое пятно. У самок же жёлтый цвет на нижней лопасти хвостового плавника может вообще отсутствовать, а если и виден, то пятно не образуется.
Максимальная длина тела 45 см, обычно до 25 см.

## Ареал и места обитания
Широко распространены в Индо-Тихоокеанской области от Гавайских островов и острова Рапа-Ити до Маврикия; и от Новой Каледонии и Австралии до Японии.

## Биология
Обитают у скалистых рифов на глубине от 70 до 360 м. Питаются рыбами и сальпами.
Впервые созревают при длине тела 24—25 см в возрасте 1,5—2 года. Максимальная продолжительность жизни 8 лет.